# Bosnia y Herzegovina en los Juegos Olímpicos de Nagano 1998
Bosnia y Herzegovina estuvo representada en los Juegos Olímpicos de Nagano 1998 por un total de 8 deportistas, 7 hombres y una mujer, que compitieron en 3 deportes.
El portador de la bandera en la ceremonia de apertura fue el piloto de bobsleigh Mario Franjić. El equipo olímpico bosnio no obtuvo ninguna medalla en estos Juegos.